# Àrtabres
|  | No s'ha de confondre amb Càntabres. |

Els àrtabres (en llatí Artabri), que segons Estrabó a la seva època s'anomenaven Ἀροτρέβαι ("Arotrébai"), eren un poble del nord-oest d'Hispània, a la província Tarraconense, al territori actual de Galícia, que vivien a la regió de Fisterra, vora el promontori Nerium o Cap Fisterra i al voltant d'una badia anomenada Artabrorum sinus, on hi havia diverses ciutats portuàries que els mariners anomenaven Ἀρτάβρων λιμένας ("Artábron liménas", ports de l'Artabron).
Segons Estrabó vivien a la Lusitània, i s'estenien fins a la part nord de la península, al llarg de la costa de Galícia. Parla dels celtes en relació amb els àrtabres, i segurament n'eren una tribu, cosa que Pomponi Mela afirma expressament en un text que alguns consideren dubtós. Claudi Ptolemeu diu que els àrtabres formaven par dels galaics lucenses (Καλλαϊκῶν Λουκηνσίων), amb Lucus Augusti com a capital. Plini el Vell també diu que pertanyien al convent jurídic de Lucus Augusti, però comet errors geogràfics quan en dona la localització.
Claudi Ptolemeu parla de dues ciutats dels àrtabres, Κλαυδιονέριον (Claudionerium) i Νοούιον (Novium). Estrabó, citant l'autoritat de Posidoni, diu que la terra dels àrtabres contenia estany barrejat amb plata, i que l'extreien portant-la fins al riu i rentant-la.